# 33346 Sabinedevieilhe
33346 Sabinedevieilhe este o planetă minoră (asteroid) din centura de asteroizi. A fost descoperită pe 15 decembrie 1998 la Caussols de OCA-DLR Asteroid Survey⁠(d). 
Obiectul prezintă o orbită caracterizată de o semiaxă mare de 2,5715305 UAi, o excentricitate de 0,11, o înclinație de 14,15114 ° în raport cu ecliptica.